# Heinrich von Haymerle

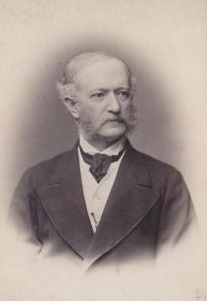
Heinrich von Haymerle.

Heinrich Karl von Haymerle, född 7 december 1828, död 10 oktober 1881, var en österrikisk friherre och diplomat. 
Haymerle deltog i studentupploppet i Wien oktober 1848, dömdes till döden men benådades. År 1850 trädde han i diplomattjänst, delotg i Berlinkongressen 1878 och efterträdde följande år Gyula Andrássy den äldre som utrikesminister. Som sådan fortsatte han energiskt dennes politik, 1882 manifesterad i trippelalliansen. 